# Czarnotek arabski
Czarnotek arabski (Onychognathus tristramii) – gatunek średniej wielkości ptaka z rodziny szpakowatych (Sturnidae). Występuje od północno-wschodniego Egiptu po zachodni i południowy Półwysep Arabski. Niezagrożony wyginięciem.

## Taksonomia
Gatunek po raz pierwszy opisał Philip Lutley Sclater w roku 1858. Holotyp pochodził z okolic Mar Saba w Izraelu. Nadał mu nazwę Amydrus tristramii. Obecnie przez IOC czarnotek arabski umieszczany jest w rodzaju Onychognathus. Gatunek klasyfikowany jako monotypowy. Dawniej uznawano, że tworzy nadgatunek z czarnotkiem rudoskrzydłym (O. morio). Nazwa rodzajowa Onychognathus pochodzi od dwóch greckich słów – onux, onukhos (pazur) i gnathos (szczęka), zaś nazwa gatunkowa tristramii upamiętnia ornitologa i podróżnika Henry’ego Bakera Tristrama.
Pierwszy pozyskany okaz został zestrzelony 30 marca przez H.B. Tristrama w okolicy miasta Hebron. W okolicy na skałach mieściły się gniazda, jednak nie udało się do nich dostać.

## Zasięg występowania
Zasięg obejmuje 543 tysiące km². Występuje od wschodniego i południowego Izraela przez zachodnią i południową Jordanię po północno-wschodni Egipt (Półwysep Synaj) oraz zachodni i południowy Półwysep Arabski, na południe aż do Jemenu i Omanu. Pierwotnie czarnotek arabski zasiedlał jedynie skaliste obszary do 3200 m n.p.m., w tym wąwozy i suche góry w okolicach wadi. Obecnie zasiedla również obszary miejskie, adaptując się do życia na budynkach, przypominających skały.

## Morfologia
Długość ciała wynosi 25–27 cm, rozpiętość skrzydeł 44–45 cm, masa ciała 100–140 g. Skrzydła mierzą około 14,9 cm, sterówki 11,4 cm, dziób 3,5 cm, zaś skok 3,1 cm. Upierzenie niemal całkowicie czarne, opalizujące; na lotkach I rzędu występuje rdzawa plama. Sterówki tej samej długości, o zaokrąglonych brzegach. U samicy wierzch i boki głowy oraz szyi, broda i gardło szarawe. Tęczówka brązowa, dziób ciemnobrązowy, nogi czarne.

## Zachowanie
Około 2 tygodni po opuszczeniu gniazda młode osobniki tworzą małe stada i mogą być karmione do 40 dni po opuszczeniu gniazda. Pożywienie stanowią owoce, owady oraz nasiona roślin typowych dla obszarów pustynnych, jak akacje, solirody czy daktylowce. Podobnie jak bąkojady zbiera owady z grzbietu osłów, wielbłądów i kóz. W zimie tworzy stada do 300 osobników.

## Lęgi
W Izraelu okres lęgowy trwa od marca do czerwca, wyprowadza dwa lęgi. Gniazdo umieszczone jest 6–21 m nad ziemią w szczelinie skalnej lub starego budynku. Gniazdo w kształcie kubeczka budowane jest przez oba ptaki z pary z włókien roślinnych. Zniesienie liczy 2–4 jaja. Mają barwę niebieskawą, posiadają brązowe plamki przy szerszym końcu; ich wymiary to około 27×20,5 mm, masa ok. 5,5 g. Inkubacja trwa około 16 dni, wysiaduje jedynie samica, samiec jednak broni okolic gniazda. Pisklęta przebywają w gnieździe przez 28–31 dni, opiekują się nimi oba ptaki z pary. Kolejne 10 dni młode są nadal pod opieką rodziców.

## Status
Przez IUCN czarnotek arabski klasyfikowany jest jako gatunek najmniejszej troski (LC, Least Concern) nieprzerwanie od 1988 roku. Globalna wielkość populacji nie została oszacowana, ale gatunek ten jest opisywany jako pospolity do bardzo licznego. Trend liczebności populacji uznawany jest za stabilny. Występuje na 20 obszarach uznanych za ostoje ptaków IBA, jak Ha-Arawa i góry Haraz. Nie jest spotykany w żadnym parku narodowym.